# Bradleys Head Light

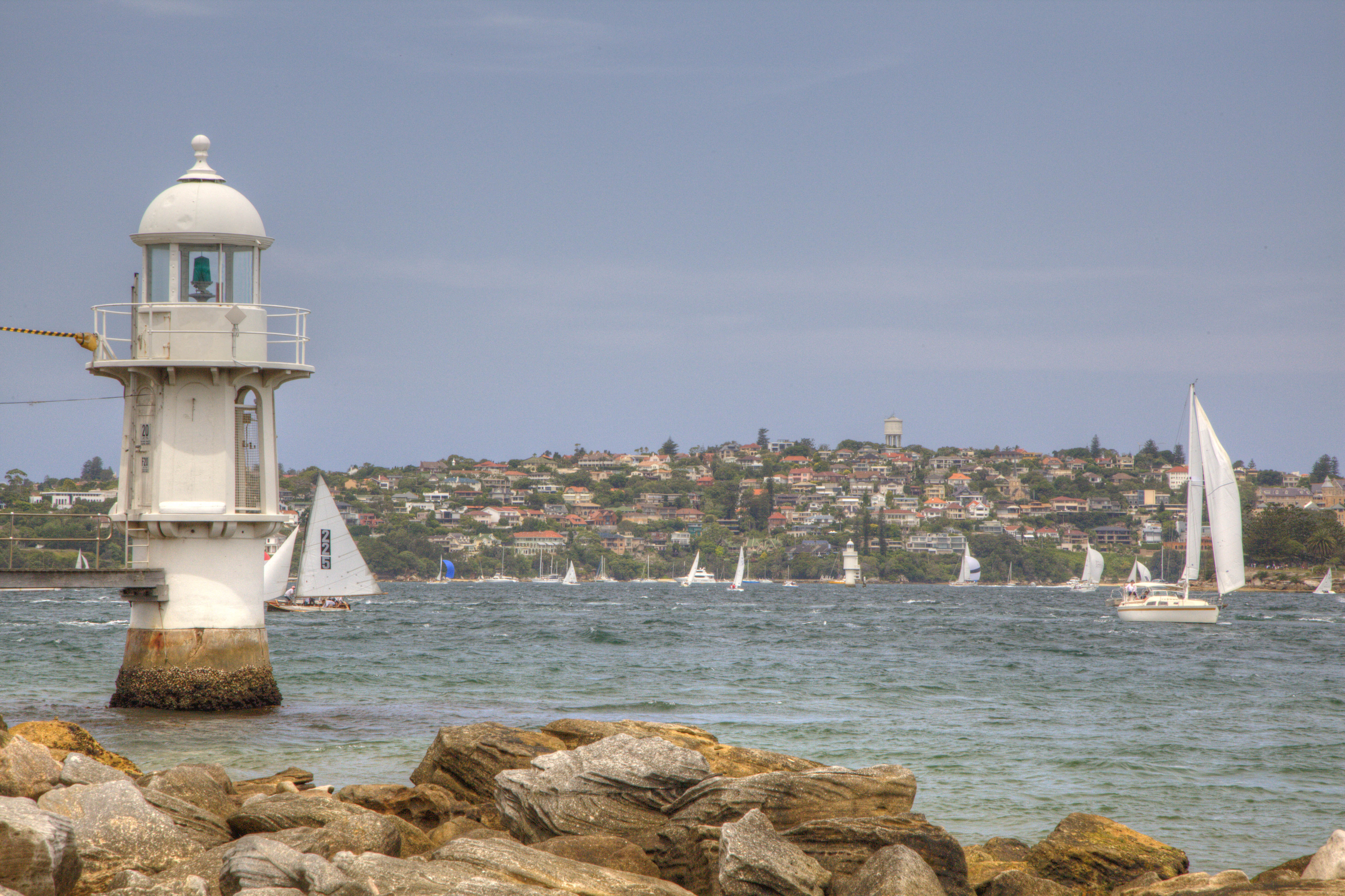
Bradleys Head Light bei Ebbe mit sichtbarem Fundament.

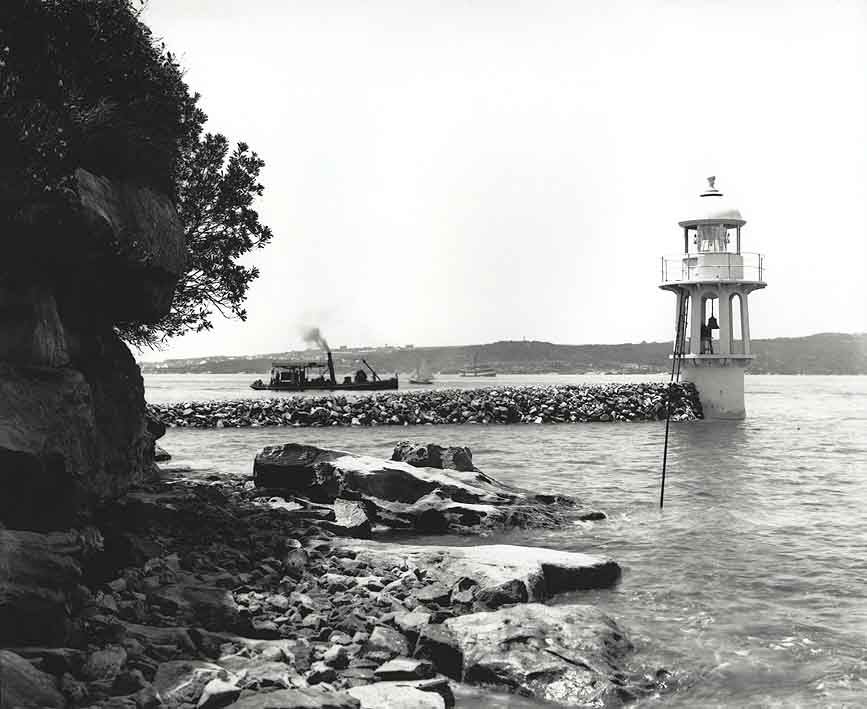
Historischer Blick über das Bradleys Head Lighthouse. Im Hintergrund das Arbeitsboot Aurora des Sydney Harbour Trust.

Bradleys Head Light ist ein 1905 gebauter aktiver Leuchtturm auf Bradleys Head – auf einer vorragenden Landzunge an der Nordküste von Port Jackson – in der Metropolregion von Sydney, New South Wales, Australien. Das Bauwerk gleicht dem Robertson Point Light.
Der Leuchtturm ist 6,7 m hoch, ruht auf einem Felsen und ist mit der Küste durch eine Fußbrücke verbunden. Die Befeuerung zeigt ein grünes Licht, das im Abstand von 3 Sekunden (Oc.G. 3s) unterbrochen ist, wie auch das Robertson Point Light, und gibt unterschiedliche Signale (Horn: ev. 30s (bl. 10s, si. 4s, bl. 4s, si. 4s, bl. 4s, si. 4s)) ab.

## Betreiber
Für die Befeuerung ist die Sydney Ports Corporation zuständig, während das Gebäude dem Department of Environment, Climate Change and Water von New South Wales unterstellt ist, ein Teil des Sydney-Harbour-Nationalparks.

## Erreichbarkeit

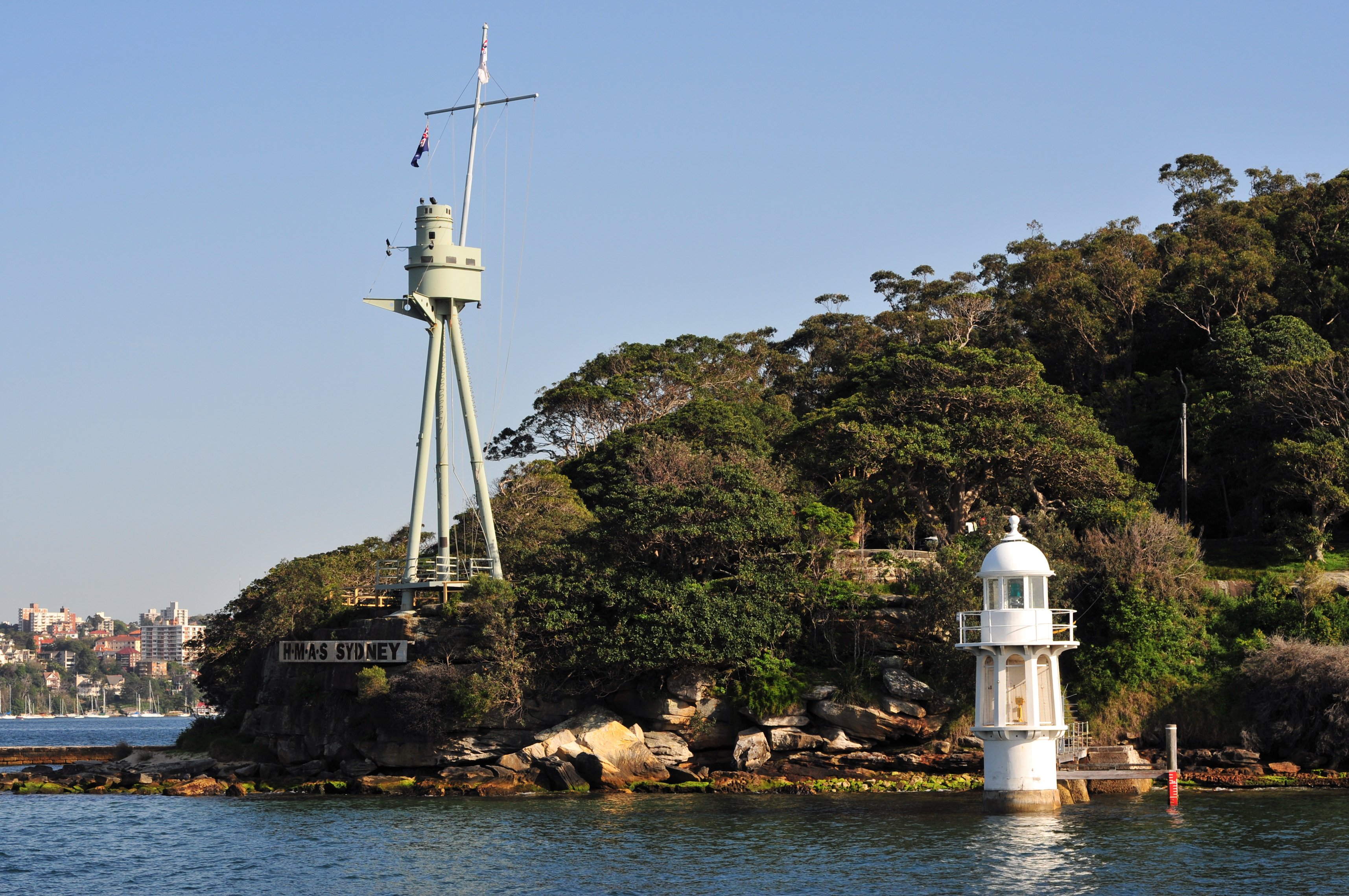
Bradleys Head Light (rechts). Vormast der HMAS Sydney (links).

Der Leuchtturm ist über die Fußbrücke erreichbar, aber der Turm selbst nicht für die Öffentlichkeit zugänglich. Parken ist am Ende der Bradleys Head Road möglich. Nahe dem Leuchtturm ist der Vormast des historischen Kriegsschiffs HMAS Sydney aufgestellt, ein Mahnmal für alle australischen Seefahrer, die in Kriegen getötet wurden.